# Mount Emery
Mount Emery är ett berg i territoriet Falklandsöarna (Storbritannien). Det ligger i den västra delen av landet. Toppen på Mount Emery är 353 meter över havet.
Terrängen runt Mount Emery är platt åt nordost, men åt sydväst är den kuperad. Den högsta punkten i närheten är 370 meter över havet, 3,8 km sydväst om Mount Emery. Området är täckt av hed.